# S Muscae
S Muscae är en dubbelstjärna och pulserande variabel  av Delta Cephei-typ (DCEP) i stjärnbilden Flugan.
Stjärnan varierar mellan visuell magnitud 5,89 och 6,49 med en period av 9,66007 dygn.